# Aiace Telamonio
Aiace (in greco antico: Αἴας?, Áiās) è un personaggio della mitologia greca. È uno dei protagonisti dell'Iliade di Omero e del Ciclo epico, cioè quel gruppo di poemi che narrano le vicende della Guerra di Troia e quelle collegate a questo conflitto.
Per distinguerlo dal suo omonimo Aiace d'Oileo, viene chiamato con il patronimico "Telamonio" (ovvero figlio di Telamone) o anche "Aiace il Maggiore".

## Genealogia
Figlio di Telamone e di Peribea, sposò Tecmessa che lo rese padre di Eurisace.

## Il mito

### Il ritratto

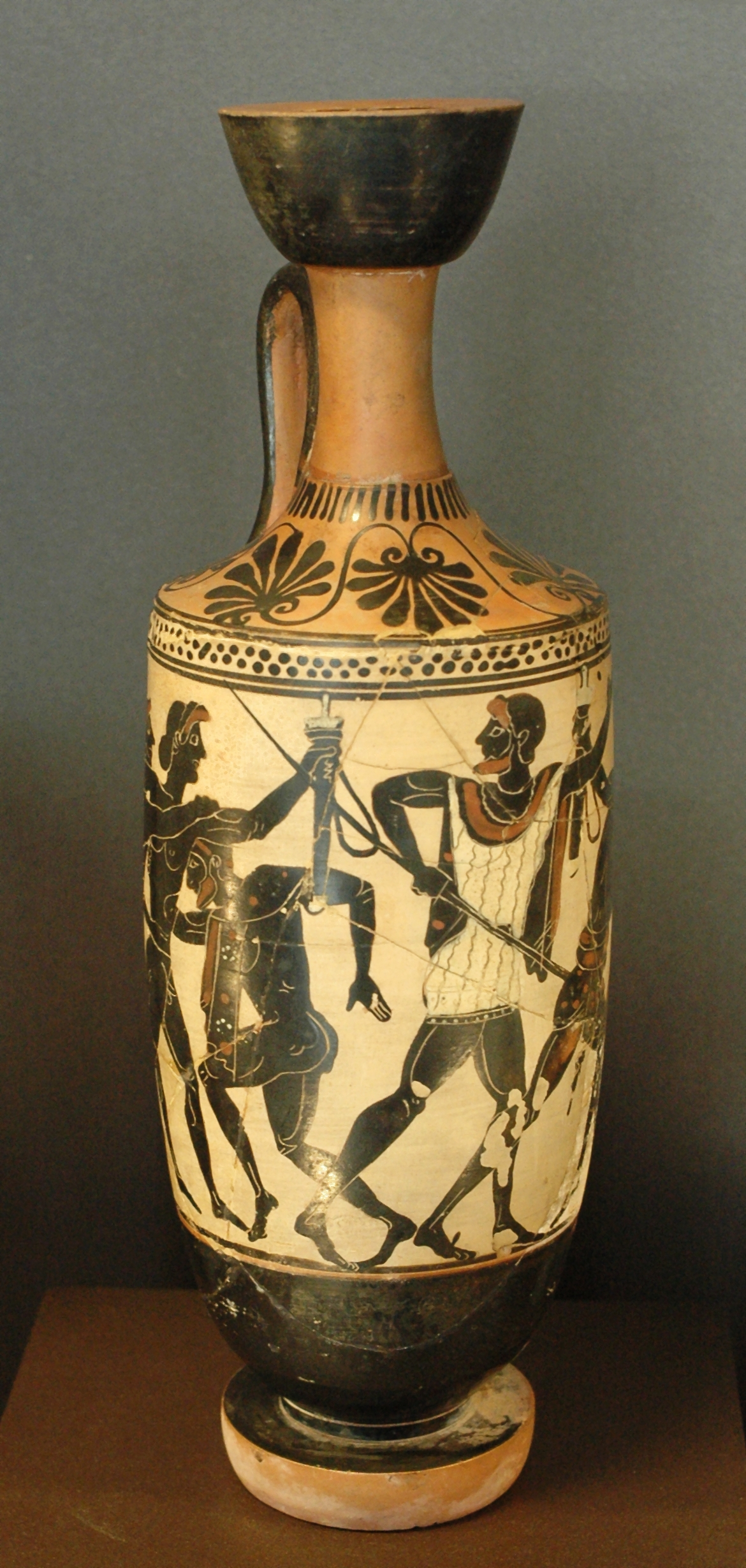
Lekythos attico su fondo bianco raffigurante la lotta tra Aiace e Ulisse per le armi di Achille fabbricato a Eretria, circa 500 a.C.; Parigi, Musée du Louvre - CA 545).

Nell'Iliade, Aiace viene descritto come il più alto tra gli achei, dotato di una robusta corporatura, secondo solo al cugino Achille quanto a forza negli scontri; è giudicato un autentico pilastro dell'esercito greco. Si racconta che poco prima della nascita dell'eroe, Eracle, grande amico del padre di Aiace, lo aveva trovato a Salamina a banchettare con i suoi amici. All'eroe fu subito offerta tra le mani una coppa aurea di vino e l'amico lo invitò a libare a suo padre Zeus. Eracle, che aveva visto che la madre del piccolo, Peribea, era sul punto di partorire, dopo aver libato tese le braccia al cielo e pregò così il padre: «O Padre, concedi a Telamone uno splendido figlio, con la pelle dura come quella del leone ed equivalente coraggio!».
È stato educato dal centauro Chirone, che era stato istitutore anche del padre Telamone, di Peleo, padre di Achille, e di Achille stesso. Dopo il cugino, Aiace era il più valoroso guerriero dell'esercito guidato da Agamennone, sebbene non fosse dotato della stessa sagacia di Nestore, Idomeneo e, naturalmente, Odisseo.
Si poneva alla testa dei suoi soldati, portando un largo scudo di bronzo ricoperto con sette strati di pelle di bue. Uscì indenne da tutte le battaglie descritte dall'Iliade ed è l'unico tra i protagonisti del poema a non ricorrere mai all'aiuto di uno degli dei schierati al fianco delle parti in lotta. È l'incarnazione stessa delle virtù della costanza negli impegni e della perseveranza.

### Nella Guerra di Troia
Nell'Iliade, Aiace compie molte imprese valorose. Nel quarto libro colpisce con la lancia il giovane guerriero troiano Simoesio, causandone la morte. Quindi dimostra il suo coraggio nei duelli contro Ettore. Nel settimo libro, Aiace viene sorteggiato per scontrarsi con Ettore e disputa così un duello che si protrae quasi per un giorno intero. All'inizio sembra riuscire a vincere e riesce a ferire Ettore con la sua lancia e a gettarlo a terra, colpendolo con una grossa pietra, ma poi Ettore si riprende e il combattimento continua finché gli araldi, su ordine di Zeus, stabiliscono che lo scontro è pari: i due uomini si scambiano doni in segno di rispetto.
Il secondo duello tra Aiace ed Ettore si verifica quando il troiano entra violentemente nell'accampamento acheo e affronta i greci in mezzo alle loro navi. Aiace scaglia contro Ettore un grosso sasso, che per poco non lo uccide. Nel XV libro, Apollo cura Ettore e gli restituisce le forze. Così, questi torna all'attacco. Aiace riesce intanto a tenere lontano l'esercito troiano praticamente da solo. Nel libro successivo, Ettore disarma Aiace, sebbene non lo abbia ferito, e questi è costretto a ritirarsi, mentre i troiani incendiano una delle navi. Aiace, però, prima che Ettore gli mozzasse di netto la punta dell'asta e prima che l'incendio divampasse sulla nave di Protesilao, reagì all'atto di appiccare il fuoco alle sue navi, uccidendo molti guerrieri nemici, tra i quali il signore della Frigia, Forci, alleatosi coi troiani.
A causa del suo litigio con Agamennone, Achille non partecipa a questi scontri. Nel IX libro, Agamennone e gli altri capi achei inviano Aiace, Odisseo e Fenice nella tenda di Achille per convincerlo a tornare in battaglia. Sebbene Aiace faccia del suo meglio, la missione fallisce. Durante l'assalto troiano alle navi greche, Patroclo (che aveva tentato di impersonare Achille per dare coraggio ai greci), viene ucciso da Ettore, che cerca di prenderne il cadavere e di darlo in pasto ai cani. Aiace, insieme a Menelao, lotta duramente per impedirglielo e alla fine riporta indietro il corpo con un carro all'accampamento e lo consegna ad Achille, che, furioso di dolore, deciderà di tornare a combattere. Il suo ritorno darà una grossa svolta alla guerra.

#### Morte

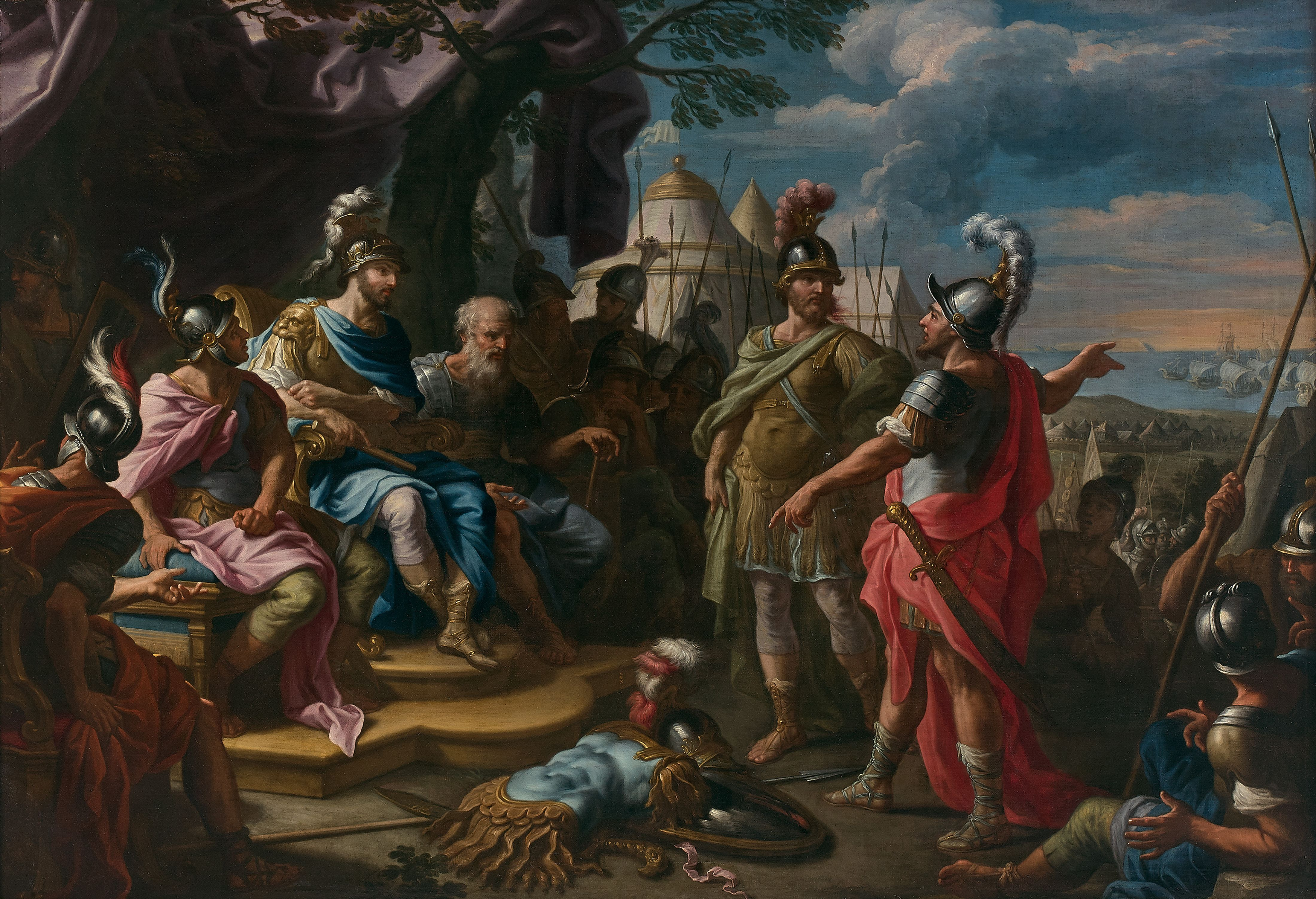
La disputa tra Aiace e Odisseo sull'armatura di Achille. Agostino Masucci

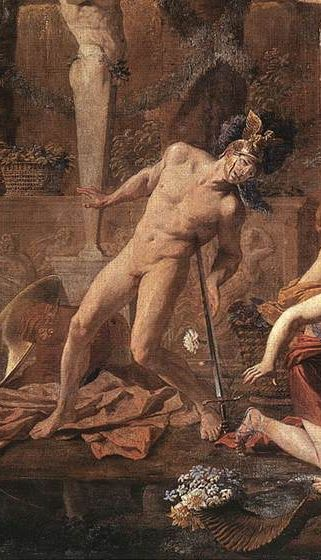
Suicidio di Aiace, dipinto di Nicolas Poussin

Aiace Telamonio si preparò a contrattaccare i Troiani, allorché questi ultimi, guidati dalla regina Pentesilea e dalle Amazzoni, avanzarono sul campo di battaglia riempiendo la pianura di cadaveri. Sfiorato da un dardo di Pentesilea, che gli aveva appena scalfito l'elmo, l'eroe rinunciò a scontrarsi con la donna, giudicando una preda così facile degna del cugino. Achille, dopo aver ucciso Ettore in duello per vendicare Patroclo, in seguito cadrà ucciso per mano di Paride: Aiace e Odisseo combattono contro i troiani per strappare loro il corpo dell'eroe caduto. Aiace, roteando la sua immensa ascia, si occupa di tenere lontani i troiani, mentre Odisseo carica Achille sul suo carro e lo porta via.
Durante questa battaglia, Aiace compie sanguinosi prodigi massacrando Glauco, figlio di Ippoloco e sovrano licio, e ferendo Enea e Paride gravemente. Dopo la cerimonia funebre, entrambi gli eroi reclamano il diritto di tenere per sé le armi di Achille come riconoscimento del loro valore: alla fine, dopo alcune discussioni, è Odisseo a spuntarla e Aiace, accecato dal dolore, decide di vendicarsi dei responsabili del verdetto la sera stessa.
Al suo risveglio, impazzito a causa di un incantesimo lanciatogli da Atena, si lancia contro un gregge di pecore e le massacra, credendo di uccidere gli Atridi, ovvero Agamennone e Menelao.
Rientrato in sé, si vede coperto di sangue e capisce che cosa abbia in realtà fatto: perduto in questo modo l'onore, preferisce suicidarsi piuttosto che continuare a vivere nella vergogna. Si lancia sulla spada che Ettore gli aveva donato alla conclusione del loro duello. Dal terreno intriso del suo sangue spunta un fiore (come era accaduto anche al momento della morte di Giacinto), il Delphinium ajacis, che porta sulle sue foglie le lettere Ai, che rappresentavano sia le iniziali del suo nome che il dolore del mondo per la sua perdita. Le sue ceneri vennero deposte sul promontorio Reteo, all'ingresso dell'Ellesponto.
Questo racconto della morte di Aiace si trova nella tragedia Aiace, scritta da Sofocle, nelle Nemee di Pindaro, ne Le Metamorfosi di Ovidio e nella tragedia Ajace di Foscolo in cui l'eroe incarna l'ideale di ribellione nei confronti del tiranno, mentre Omero, nell'Odissea, si mantiene sul vago, riferendo soltanto che la sua morte avvenne a causa della disputa per le armi di Achille: durante il suo viaggio nell'Ade, Odisseo incontrerà l'ombra di Aiace e lo pregherà di parlargli, ma Aiace, ancora risentito nei suoi confronti, rifiuterà e ritornerà silente nell'Erebo; una seconda ipotesi afferma che, come era successo con Achille, Aiace nell'Ade abbia cambiato la sua natura: da guerriero a uomo semplice, quindi Aiace potrebbe aver perdonato Odisseo, ma, non avendo bevuto il sangue necessario alle ombre dell'Ade per parlare (vedi Tiresia), non parlò. Ma quello che Aiace e Odisseo non sanno è che le armi di Achille, che ormai Odisseo non possiede più, sono state portate sulla tomba di Aiace mentre i due parlano nell'Ade.

### La famiglia
Aiace era figlio di Telamone, che a sua volta era figlio di Eaco e nipote di Zeus e della sua prima moglie, Peribea. Era anche cugino di Achille, il più forte e famoso degli eroi greci, e fratellastro di Teucro. Sua moglie fu Tecmessa, una concubina frigia. Molti ateniesi illustri, tra i quali Cimone, Milziade, Alcibiade e lo storico Tucidide sostennero di essere discendenti di Aiace. Anche in Italia il culto di Aiace quale mitico avo di varie famiglie era diffuso. Lo studioso Maggiani ha recentemente mostrato come su una tomba etrusca dedicata a Racvi Satlnei a Bologna (V secolo a.C.) vi sia riportata l'espressione 'aivastelmunsl = della stirpe di Aiace Telamonio', insieme ad una raffigurazione del suicidio di Aiace, come insegna araldica della famiglia etrusca Satlna.

## Approfondimenti

### Il palazzo di Aiace
Nel 2001, l'archeologo Yannos Lolos cominciò degli scavi nelle rovine di un antico palazzo miceneo, sull'isola di Salamina, che si pensa sia potuto essere la reggia di Aiace. Le rovine sono state portate alla luce nei pressi del villaggio di Kanakia di Salamina, a pochi chilometri al largo di Atene. La struttura copre un'area di 750 m² ed è composta da una trentina di stanze. Pare essere stata abbandonata all'incirca all'epoca della Guerra di Troia ed Il luogo in cui sorge coincide con quello già noto al geografo Strabone, molto più tardo.

### Vittime di Aiace Telamonio
Durante la guerra, Aiace uccise molti guerrieri tra i quali:
1. Acamante, l'anziano condottiero trace (Omero, Iliade, libro VI, vv. 5 ss.)
2. Aganippo, guerriero troiano. (Quinto Smirneo, Posthomerica, libro III, v. 230)
3. Agelao, guerriero troiano, figlio di Meone. (Quinto Smirneo, Posthomerica, libro III, v. 229)
4. Agestrato, guerriero troiano. (Quinto Smirneo, Posthomerica, libro III, v. 230)
5. Anfio, un valoroso e ricco possidente di terre, che il Fato condusse come alleato a Priamo. (Omero, Iliade, libro V, v. 612)
6. Archeloco, un capitano Dardano residente nello stesso gruppo di Enea e Acamante. Era figlio di Antenore. (Omero, Iliade, libro XIV, versi 465 e seguenti.)
7. Caletore, figlio di Clizio, uno degli anziani di Troia e figlio di Laomedonte. (Omero, Iliade, libro XV, v. 419)
8. Deioco, guerriero troiano. (Quinto Smirneo, Posthomerica, libro I, vv. 529 ss.)
9. Doricle, figlio di Priamo. (Omero, Iliade, libro XI, v. 489).
10. Enieo, guerriero troiano. (Quinto Smirneo, Posthomerica, libro I, vv. 529 ss.)
11. Epicle, un compagno di Sarpedone, il re di Licia. (Omero, Iliade, libro XII, v. 379.)
12. Erimante, guerriero troiano. (Quinto Smirneo, Posthomerica, libro III, v. 231)
13. Eurinomo, guerriero troiano. (Quinto Smirneo, Posthomerica, libro I, vv. 529)
14. Forci, signore della Frigia. (Omero, Iliade, libro XVII, vv. 312 ss.)
15. Glauco, il giovane capo licio, ricordato per aver scambiato l'armatura con Diomede. (Pseudo-Apollodoro, Epitome, libro III, 34 ss.)
16. Ippotoo, capitano dei Pelasgi. (Omero, Iliade, libro XVII, vv. 288 ss.)
17. Illo, guerriero troiano. (Quinto Smirneo, Posthomerica, libro I, vv. 529)
18. Irtio, capitano dei Misi e figlio di Girtio. (Omero, Iliade, libro XIV, vv. 511 ss.)
19. Laodamante, capitano troiano, figlio di Antenore. (Omero, Iliade, libro XV, v. 516)
20. Lisandro, guerriero troiano. (Omero, Iliade, libro XI, v. 491)
21. Nesso, guerriero troiano. (Quinto Smirneo, Posthomerica, libro III, v. 231)
22. Ocitoo, guerriero troiano. (Quinto Smirneo, Posthomerica, libro III, v. 230)
23. Pandoco, guerriero troiano. (Omero, Iliade, libro XI, v. 490)
24. Pilarte, guerriero troiano. (Omero, Iliade, libro XI, v. 491)
25. Piraso, guerriero troiano. (Omero, Iliade, libro XI, v. 491)
26. Simoesio, giovane guerriero troiano, figlio di Antemione. (Omero, Iliade, libro IV, v. 473)
27. Testore, guerriero troiano. (Quinto Smirneo, Posthomerica, libro III, v. 229)
28. Zoro, guerriero troiano. (Quinto Smirneo, Posthomerica, libro III, v. 231)

## Nella cultura moderna
- Aiace Telamonio è raffigurato sul simbolo della squadra di calcio dell'Ajax Amsterdam, squadra che trae il nome proprio da Aiace.
- Il suo nome verrà anche ripreso da un personaggio nel film I guerrieri della notte.
- Nel kolossal hollywoodiano Troy, del 2004, Aiace Telamonio è interpretato dall'attore  e wrestler Tyler Mane.
- Nel videogioco Age of Mythology è presente l'eroe greco Aiace.
- È il protagonista dell'omonima canzone di Roberto Vecchioni.
- AIACE è il soprannome dato al treno diagnostico di Rete Ferroviaria Italiana ETR 500 Y1.
- Il soprannome AIACE è stato poi ripreso, con l'aggiunta della marcatura "2.0" anche per il treno diagnostico ETR 500 D2 destinato a sostituire il precedente ETR 500 Y1.

### Fonti antiche
- Omero, Iliade;
- Omero, Odissea;
- Pseudo-Apollodoro, Biblioteca;
- Igino, Fabulae;
- Ovidio, Metamorfosi;
- Virgilio, Eneide;
- Quinto Smirneo, Posthomerica;
- Sofocle, Aiace;
- Ditti Cretese;
- Darete Frigio;

### Periodo classico
- Dante Alighieri, Divina Commedia;
- Ugo Foscolo, Aiace.

### Età contemporanea
- Vincenzo Cardarelli, Ajace;
- Roberto Vecchioni, Aiace;
- Ghiannis Ritsos Aiace.

### Traduzione delle fonti
- Rosa Calzecchi Onesti, Omero. Iliade, seconda edizione, Torino, Einaudi, 1990, ISBN 978-88-06-17694-5. Traduzione di Rosa Calzecchi Onesti.
- Vincenzo Monti, Iliade di Omero, nona edizione, Aroldo Mondadori, 2007, ISBN 978-88-04-53902-5. Traduzione di Manara Valgimigli e Carlo Muscetta
- Fausto Codino, Odissea, Torino, Einaudi, 2007, ISBN 88-06-11604-5. Traduzione di Rosa Calzecchi Onesti
- Apollodoro, Biblioteca, Milano, Mondadori, 1998, ISBN 88-04-55637-4. Traduzione di Marina Cavalli
- Igino, Miti, Milano, Adelphi Edizioni, 2000, ISBN 88-459-1575-1. Traduzione di Giulio Guidorizzi
- Pietro Bernardini Marzolla, Publio Ovidio Nasone. Metamorfosi. Testo originale a fronte, Torino, Einaudi, 2008, ISBN 978-88-06-17695-2.

### Moderna
- Angela Cerinotti, Miti dell'antica Grecia e di Roma Antica, Verona, Demetra, 1998, ISBN 978-88-440-0721-8.
- Robert Graves, I miti greci, Milano, Longanesi, ISBN 88-304-0923-5.
- Pierre Grimal, Dizionario di mitologia, Parigi, Garzanti, 2005, ISBN 88-11-50482-1. Traduzione di Pier Antonio Borgheggiani.
- Anna Ferrari, Dizionario di mitologia, Litopres, UTET, 2006, ISBN 88-02-07481-X.
- Gaetana Miglioli, Romanzo della mitologia dalla A alla Z, Firenze, G. D'Anna, 2007, ISBN 88-8104-731-4.
- Paolo Taviani, Furor bellicus, Milano, FrancoAngeli, 2012, ISBN 978-88-568-3386-7.